# Abraham Tedros
Abraham Tedros   (Asmara, 20 d'agost de 1993) és un futbolista eritreu de la dècada de 2010.
Fou internacional amb la selecció de futbol d'Eritrea.
Pel que fa a clubs, destacà a Red Sea FC.